# Juan Aldama
Pour les articles homonymes, voir Aldama.
Juan Aldama (3 janvier 1774 à San Miguel el Grande, Guanajuato – 26 juin 1811 à Chihuahua) était un insurgé mexicain et héros de la Guerre d'indépendance du Mexique.
Ses restes reposent dans le mausolée situé à la base d’El Ángel de la Independencia à Mexico, en compagnie de ceux de Ignacio Allende, Nicolás Bravo, Vicente Guerrero, Miguel Hidalgo y Costilla, José Mariano Jiménez, Mariano Matamoros, Francisco Javier Mina, José María Morelos y Pavón, Andrés Quintana Roo, Leona Vicario et Guadalupe Victoria